# Cantone di Bar-sur-Seine
Il Cantone di Bar-sur-Seine è una divisione amministrativa dell'arrondissement di Troyes.
A seguito della riforma approvata con decreto del 21 febbraio 2014, che ha avuto attuazione dopo le elezioni dipartimentali del 2015, è passato da 22 a 46 comuni.

## Composizione
I 22 comuni facenti parte prima della riforma del 2014 erano:
- Bar-sur-Seine
- Bourguignons
- Briel-sur-Barse
- Buxeuil
- Chappes
- Chauffour-lès-Bailly
- Courtenot
- Fouchères
- Fralignes
- Jully-sur-Sarce
- Marolles-lès-Bailly
- Merrey-sur-Arce
- Poligny
- Rumilly-lès-Vaudes
- Saint-Parres-lès-Vaudes
- Vaudes
- Villemorien
- Villemoyenne
- Ville-sur-Arce
- Villiers-sous-Praslin
- Villy-en-Trodes
- Virey-sous-Bar

Dal 2015 i comuni appartenenti al cantone sono i seguenti 46:
- Bar-sur-Seine
- Bertignolles
- Bourguignons
- Briel-sur-Barse
- Buxeuil
- Buxières-sur-Arce
- Celles-sur-Ource
- Chacenay
- Chappes
- Chauffour-lès-Bailly
- Chervey
- Courtenot
- Courteron
- Cunfin
- Éguilly-sous-Bois
- Essoyes
- Fontette
- Fouchères
- Fralignes
- Gyé-sur-Seine
- Jully-sur-Sarce
- Landreville
- Loches-sur-Ource
- Magnant
- Marolles-lès-Bailly
- Merrey-sur-Arce
- Mussy-sur-Seine
- Neuville-sur-Seine
- Noé-les-Mallets
- Plaines-Saint-Lange
- Poligny
- Polisot
- Polisy
- Rumilly-lès-Vaudes
- Saint-Parres-lès-Vaudes
- Saint-Usage
- Thieffrain
- Vaudes
- Verpillières-sur-Ource
- Villemorien
- Villemoyenne
- Ville-sur-Arce
- Villy-en-Trodes
- Virey-sous-Bar
- Vitry-le-Croisé
- Viviers-sur-Artaut